# Sabellaria gilchristi
Sabellaria gilchristi är en ringmaskart som beskrevs av McIntosh 1924. Sabellaria gilchristi ingår i släktet Sabellaria och familjen Sabellariidae. Inga underarter finns listade i Catalogue of Life.